# 山崎紘菜
山崎紘菜（日语：／ Yamazaki Hirona，1994年4月25日—），日本女演員，出身於千葉縣，身高171公分，隸屬於東寶藝能經紀公司。

## 經歷
參加由東寶藝能舉辦的東寶“灰姑娘”試鏡選拔,獲得評審特別獎。

## 演出

### 電影
- 《我們的存在》前篇（2012年3月17日）後篇（2012年4月21日）
- 《天空之花長岡煙火故事》飾演 弓削希美（2012年4月7日）
- 《惡之教典》飾演 塚原悠希（2012年11月10日）
- 《今天開始談戀愛》（2012年12月8日）
- 《野のなななのか》飾演 鈴木かさね（2014年5月17日）
- 《要聽神明的話》飾演 秋元市佳 （2014年11月15日）
- 《orange橘色奇蹟》飾演 茅野貴子（2015年12月12日）
- 《去吧!啦啦兵團》飾演 紀藤唯（2017年3月11日）
- 《魔物獵人》飾演 接待員（2020年12月4日）
- 《劇場版 假面騎士ZERO-ONE REAL×TIME》飾 遠野朱音（2020年12月18日）
- 《群青戰記》（2021年3月12日）
- 《還有愛的日子》飾 山崎理佐（2022年9月9日）

### 電視劇
- 《高中入學考》（2012年10月6日－12月29日，富士電視台）飾演 石川衣里奈
- 《監獄學園》（2015年10月25日 - 12月21日，每日放送）飾演 栗原萬里
- 《MARS～只是、愛著你 》（2016年1月24日 - 3月27日，日本電視台）飾演 杉原晴美
- 《脆弱 病理醫岸京一郎的所見 》（2016年2月17日，富士電視台）飾演 梅木 みゆき（第6話）
- 《該隱與亞伯（日语：カインとアベル (2016年のテレビドラマ)）》（2016年10月17日 - 12月19日，富士電視台）飾演 柴田光
- 《世界奇妙物語》（富士電視台）
  - 《2017春之特別篇》「變色龍演員」（2017年4月29日）飾演 野宮カナエ
  - 《2017年深夜特別篇》「忖度」（2017年10月9日 - 13日）飾演 山口未希
- 《醜聞專門律師QUEEN》（2019年3月7日・14日，富士電視台）飾演 吾妻美咲（第9話・最終話）
- 《NO SIDE GAME》（2019年7月7日 - 9月15日，TBS） 飾演 中本理彩
- 《AIR GIRL》（2021年3月20日，朝日電視台）飾演 相原翠
- 《涅墨西斯》（2021年4月11日 - 6月13日，日本電視台）飾演 美馬芽衣子
- 《女系家族》第二夜（2021年12月5日，朝日電視台）
- 《汝之名》（2022年4月6日 - 5月25日，東京電視台）飾演 麻生陶子（主演）
- 《多龍芝》（2022年10月7日 - ，WOWOW）飾演 聖川愛花
- 《飛舞吧！》（2022年，NHK）飾演 矢野倫子
- 《格雷斯的履歷》（2023年，NHK BS Premium）飾演 仁科晴香
- 《春日苦短少年戀愛吧。》（2023年，日本電視台）飾演 日高朱莉
- 《刑警七人 SEASON9》（2023年6月7日，朝日電視台）飾演 望月和沙（第1話）
- 《真夏的灰姑娘》（2023年8月28日 - 9月18日，富士電視台）飾演 安藤皐月（第8話 - 最終話
- 《我們陷入戀愛的理由》（2024年10月12日 - 12月21日，朝日電視台）飾演 市川絢香
- 《Ensemble》（2025年2月15日・22日）飾演 梶野穂花（第5話・第6話）
- 《加奈子的幸福殺手生活》（2025年2月28日 - ，DMM TV）飾演 大森

### 網路劇
- 《慢行日本 為那女孩環島騎行》（2017年10月20日，Amazon Prime Video）飾演 西鄉加奈

### 配音
- 《博物館驚魂夜3》（2015年3月20日）飾演 尼羅河王后

## 外部連結
- 東寶藝能官方個人資料
- 山崎紘菜的Instagram帳戶
- 山崎紘菜的X（前Twitter）